# Michel Kelber
Michel Kelber (ur. 9 kwietnia 1908 w Kijowie, zm. 23 października 1996 w Paryżu) – francuski operator filmowy pochodzenia ukraińskiego. 
Studia ukończył z zakresu sztuk pięknych w Paryżu. Początkowo pracował jako asystent operatora by od roku 1934 już jako samodzielny operator.

## Twórczość
- Diabeł wcielony (1947)
- Straszni rodzice (1948)
- Urok szatana (1950)
- Czerwone i czarne (1954)
- French Cancan (1955)